# Lophodermium nonramosum
Lophodermium nonramosum är en svampart som beskrevs av P.R. Johnst. 2001. Lophodermium nonramosum ingår i släktet Lophodermium och familjen Rhytismataceae.   Inga underarter finns listade i Catalogue of Life.